# Berkely Mather
Berkely Mather (* 25. Februar 1909 in Gloucester; † 7. März 1996) war ein britischer Schriftsteller.

## Leben
Berkely Mather ist das Pseudonym für den Schriftsteller John Evan Weston-Davies. Vor dem Ersten Weltkrieg wanderte Mather zusammen mit seiner Familie nach Australien aus. Dort verbrachte er seine Kindheit und Schulzeit und studierte an der Universität von Sydney Medizin. Später kehrte er nach Großbritannien zurück, konnte aber dort nicht richtig Fuß fassen.
Aus der Zeit nach dem Ersten Weltkrieg stammen seine ersten literarischen Versuche. Mit der Zeit konnte er immer häufiger Erzählungen bzw. Novellen in Zeitschriften wie The Bystander veröffentlichen. 1934 meldete er sich als Freiwilliger zur British Indian Army. 1938 heiratete er Kay Jones († 1991) und hatte mit ihr eine Tochter und zwei Söhne.
Während des Zweiten Weltkriegs kämpfte Mather unter Führung von William Slim, 1. Viscount Slim im Königreich Irak. Nach Kriegsende 1945 ging er im Rang eines Lieutenant-Colonel (Oberstleutnant) zurück nach Britisch-Indien. Als am 15. August 1947 (indischer Unabhängigkeitstag) der Mountbattenplan in Kraft trat, wechselte Mather zur Royal Artillery und kehrte nach Großbritannien zurück.
1959 wurde Mather in den Ruhestand versetzt und widmete sich fortan nur noch seinem literarischen Schaffen.
Zehn Tage nach seinem 87. Geburtstag starb Berkely Mather am 7. März 1996.

## Werke (Auswahl)
Erzählungen
- Geth Straker. Short stories. Henry Press, Hornchurch 1979, ISBN 0-86025-141-1 (Nachdr. d. Ausg. London 1962).

Romane
- The Achilles affair. A novel. Collins, London 1970.
- The break in the line. Collins, London 1970.[1]
- Far Eastern. Scribners, New York 1979/82.

1. The Pagoda Tree. 1979, ISBN 0-684-16313-6.
2. The midnight gun. 1981, ISBN 0-312-53210-5.
3. The hour of the dog. 1982, ISBN 0-312-39251-6.

- Genghis Khan. Henry Press, Hornchurch 1976, ISBN 0-86025-101-2 (Nachdr. d. Ausg. London 1965).
  - deutsch: Dschingis Khan. Roman. Heyne, München 1965.
- The road and the star. Collins, London 1965.
  - deutsch: Gil, vergiß den Degen nicht. Roman. Zsolnay, Wien 1965.
- The gold of Malabar. Collins, London 1967.
  - deutsch: Das Gold von Malabar. Ein moderner Abenteuerroman. Ullstein, Frankfurt am Main 1984, ISBN 3-548-21006-6 (Nachdr. d. Ausg. Stuttgart 1968).
- The Pass beyond Kashmir. Collins, London 1960.
  - deutsch: Im Auftrag des Syndikats. Roman. Ullstein, Frankfurt am Main 1984, ISBN 3-548-22044-4 (Nachdr. d. Ausg. Hamburg 1962).
- The memsahib. A novel. Collins, London 1977, ISBN 0-00-221590-X.
- Snowline. Collins, London 1973, ISBN 0-00-221848-8.
- The springers. A novel. Collins, London 1968.[2]
  - deutsch: Tausch der Agenten. Roman. Ullstein, Frankfurt am Main 1987, ISBN 3-548-20791-X (Nachdr. d. Ausg. Stuttgart 1969).
- The terminators. Scribners, New York 1971, ISBN 0-684-12608-7.
- The white dacoit. Scribners, New York 1974, ISBN 0-684-13942-1.
- With extreme prejudice. Collins, London 1975, ISBN 0-00-222106-3.

## Verfilmungen
Drehbuch
- 1964: Raubzug der Wikinger (The Long Ships)
- Fielder Cock (Regie): To bury Cesar. 1963.
- Terence Young (Regie): James Bond – 007 jagt Dr. No. 1962.
- Terence Young (Regie): James Bond 007 – Liebesgrüße aus Moskau. 1964.
- Guy Hamilton (Regie): James Bond 007 – Goldfinger 1964.

Vorlage
- Henry Levin (Regie): Dschingis Khan. 1965.